# Simning vid världsmästerskapen i simsport 2015
Simning vid världsmästerskapen i simsport 2015 i Kazan avgjordes mellan 2 augusti och 9 augusti 2015. Totalt 42 discipliner fanns på programmet.
Tävlingarna simmades på Kazan Arena där två temporära 50-metersbassänger hade placerats, normalt används arenan för fotboll.
USA tog både flest medaljer och flest guld under simningstävlingarna, mycket tack vare Katie Ledecky som vann fem guldmedaljer.

## Medaljsummering

### Herrar
| Disciplin       | Guld | Guld          | Silver                                                                                           | Silver       | Brons                                                                                                  | Brons      |
| Distans         | Tävlande | Tid           | Tävlande                                                                                         | Tid          | Tävlande                                                                                               | Tid        |
| 50 m frisim     | Florent Manaudou (FRA)                                                                                           | 21,19         | Nathan Adrian (USA)                                                                              | 21,52        | Bruno Fratus (BRA)                                                                                     | 21,56      |
| 100 m frisim    | Ning Zetao (CHN)                                                                                                 | 47,84         | Cameron McEvoy (AUS)                                                                             | 47,95        | Federico Grabich (ARG)                                                                                 | 48,12      |
| 200 m frisim    | James Guy (GBR)                                                                                                  | 1.45,14 0NR0  | Sun Yang (CHN)                                                                                   | 1.45,20      | Paul Biedermann (GER)                                                                                  | 1.45,38    |
| 400 m frisim    | Sun Yang (CHN)                                                                                                   | 3.42,58       | James Guy (GBR)                                                                                  | 3.43,75 0NR0 | Ryan Cochrane (CAN)                                                                                    | 3.44,59    |
| 800 m frisim    | Sun Yang (CHN)                                                                                                   | 7.39,96       | Gregorio Paltrinieri (ITA)                                                                       | 7.40,81 0AR0 | Mack Horton (AUS)                                                                                      | 7.44,02    |
| 1500 m frisim   | Gregorio Paltrinieri (ITA)                                                                                       | 14.39,67 0AR0 | Connor Jaeger (USA)                                                                              | 14.41,20     | Ryan Cochrane (CAN)                                                                                    | 14.51,08   |
| 50 m ryggsim    | Camille Lacourt (FRA)                                                                                            | 24,23         | Matt Grevers (USA)                                                                               | 24,61        | Ben Treffers (AUS)                                                                                     | 24,69      |
| 100 m ryggsim   | Mitch Larkin (AUS)                                                                                               | 52,40         | Camille Lacourt (FRA)                                                                            | 52,48        | Matt Grevers (USA)                                                                                     | 52,66      |
| 200 m ryggsim   | Mitch Larkin (AUS)                                                                                               | 1.53,58 0AR0  | Radosław Kawęcki (POL)                                                                           | 1.54,55      | Jevgenij Rylov (RUS)                                                                                   | 1.54,60    |
| 50 m bröstsim   | Adam Peaty (GBR)                                                                                                 | 26,51         | Cameron van der Burgh (RSA)                                                                      | 26,66        | Kevin Cordes (USA)                                                                                     | 26,86      |
| 100 m bröstsim  | Adam Peaty (GBR)                                                                                                 | 58,52         | Cameron van der Burgh (RSA)                                                                      | 58,59        | Ross Murdoch (GBR)                                                                                     | 59,09      |
| 200 m bröstsim  | Marco Koch (GER)                                                                                                 | 2.07,76       | Kevin Cordes (USA)                                                                               | 2.08,05      | Dániel Gyurta (HUN)                                                                                    | 2.08,10    |
| 50 m fjärilsim  | Florent Manaudou (FRA)                                                                                           | 22,97         | Nicholas Santos (BRA)                                                                            | 23,09        | László Cseh (HUN) · Konrad Czerniak (POL)                                                              | 23,15      |
| 100 m fjärilsim | Chad le Clos (RSA)                                                                                               | 50,56 0AR0    | László Cseh (HUN)                                                                                | 50,87        | Joseph Schooling (SIN)                                                                                 | 50,96 0AR0 |
| 200 m fjärilsim | László Cseh (HUN)                                                                                                | 1.53,48       | Chad le Clos (RSA)                                                                               | 1.53,68      | Jan Świtkowski (POL)                                                                                   | 1.54,10    |
| 200 m medley    | Ryan Lochte (USA)                                                                                                | 1.55,81       | Thiago Pereira (BRA)                                                                             | 1.56,65      | Wang Shun (CHN)                                                                                        | 1.56,81    |
| 400 m medley    | Daiya Seto (JPN)                                                                                                 | 4.08,50       | Dávid Verrasztó (HUN)                                                                            | 4.09,90      | Chase Kalisz (USA)                                                                                     | 4.10,05    |
| 4×100 m frisim  | Frankrike Mehdy Metella Florent Manaudou Fabien Gilot Jérémy Stravius (Lorys Bourelly) (Clément Mignon)          | 3.10,74       | Ryssland Andrej Gretjin Nikita Lobintsev Vladimir Morozov Aleksandr Suchorukov (Danila Izotov)   | 3.11,19      | Italien Luca Dotto Marco Orsi Michele Santucci Filippo Magnini                                         | 3.12,53    |
| 4×200 m frisim  | Storbritannien Daniel Wallace Robert Renwick Calum Jarvis James Guy (Nicholas Grainger) (Duncan Scott)           | 7.04,33       | USA Ryan Lochte Conor Dwyer Reed Malone Michael Weiss (Michael Klueh)                            | 7.04,75      | Australien Cameron McEvoy David McKeon Daniel Smith Thomas Fraser-Holmes (Grant Hackett) (Kurt Herzog) | 7.05,34    |
| 4×100 m medley  | USA Ryan Murphy Kevin Cordes Tom Shields Nathan Adrian (Matt Grevers) (Cody Miller) (Tim Phillips) (Ryan Lochte) | 3.29,93       | Australien Mitch Larkin Jake Packard Jayden Hadler Cameron McEvoy (David Morgan) (Kyle Chalmers) | 3.30,08      | Frankrike Camille Lacourt Giacomo Perez-Dortona Mehdy Metella Fabien Gilot                             | 3.30,50    |

### Damer
| Disciplin       | Guld | Guld          | Silver                                                                                 | Silver        | Brons | Brons         |
| Distans         | Tävlande | Tid           | Tävlande                                                                               | Tid           | Tävlande | Tid           |
| 50 m frisim     | Bronte Campbell (AUS)                                                                                                 | 24,12         | Ranomi Kromowidjojo (NED)                                                              | 24,22         | Sarah Sjöström (SWE) | 24,31         |
| 100 m frisim    | Bronte Campbell (AUS)                                                                                                 | 52,52         | Sarah Sjöström (SWE)                                                                   | 52,70         | Cate Campbell (AUS) | 52,82         |
| 200 m frisim    | Katie Ledecky (USA)                                                                                                   | 1.55,16       | Federica Pellegrini (ITA)                                                              | 1.55,32       | Missy Franklin (USA) | 1.55,49       |
| 400 m frisim    | Katie Ledecky (USA)                                                                                                   | 3.59,13 0MR0  | Sharon van Rouwendaal (NED)                                                            | 4.03,02 0NR0  | Jessica Ashwood (AUS) | 4.03,32 0AR0  |
| 800 m frisim    | Katie Ledecky (USA)                                                                                                   | 8.07,39 0VR0  | Lauren Boyle (NZL)                                                                     | 8.17,65 0AR0  | Jazmin Carlin (GBR) | 8.18,15       |
| 1500 m frisim   | Katie Ledecky (USA)                                                                                                   | 15.25,48 0VR0 | Lauren Boyle (NZL)                                                                     | 15.40,14 0AR0 | Boglárka Kapás (HUN) | 15.47,09 0NR0 |
| 50 m ryggsim    | Fu Yuanhui (CHN) | 27,11         | Etiene Medeiros (BRA)                                                                  | 27,26 0AR0    | Liu Xiang (CHN) | 27,58         |
| 100 m ryggsim   | Emily Seebohm (AUS)                                                                                                   | 58,56         | Madison Wilson (AUS)                                                                   | 58,75         | Mie Nielsen (DEN) | 58,86         |
| 200 m ryggsim   | Emily Seebohm (AUS)                                                                                                   | 2.05,81 0AR0  | Missy Franklin (USA)                                                                   | 2.06,34       | Katinka Hosszú (HUN) | 2.06,84       |
| 50 m bröstsim   | Jennie Johansson (SWE)                                                                                                | 30,05         | Alia Atkinson (JAM)                                                                    | 30,11         | Julija Jefimova (RUS) | 30,13         |
| 100 m bröstsim  | Julija Jefimova (RUS)                                                                                                 | 1.05,66       | Rūta Meilutytė (LTU)                                                                   | 1.06,36       | Alia Atkinson (JAM) | 1.06,42       |
| 200 m bröstsim  | Kanako Watanabe (JPN)                                                                                                 | 2.21,15       | Micah Lawrence (USA)                                                                   | 2.22,44       | Rikke Møller Pedersen (DEN) · Jessica Vall (ESP) · Shi Jinglin (CHN)                                                                  | 2.22,76       |
| 50 m fjärilsim  | Sarah Sjöström (SWE)                                                                                                  | 24,96 0MR0    | Jeanette Ottesen (DEN)                                                                 | 25,34         | Lu Ying (CHN) | 25,37 0AR0    |
| 100 m fjärilsim | Sarah Sjöström (SWE)                                                                                                  | 55,64 0VR0    | Jeanette Ottesen (DEN)                                                                 | 57,05         | Lu Ying (CHN) | 57,48         |
| 200 m fjärilsim | Natsumi Hoshi (JPN)                                                                                                   | 2.05,56       | Cammile Adams (USA)                                                                    | 2.06,40       | Zhang Yufei (CHN) | 2.06,51 0VJR0 |
| 200 m medley    | Katinka Hosszú (HUN)                                                                                                  | 2.06,12 0VR0  | Kanako Watanabe (JPN)                                                                  | 2.08,45       | Siobhan-Marie O'Connor (GBR) | 2.08,77       |
| 400 m medley    | Katinka Hosszú (HUN)                                                                                                  | 4.30,39       | Maya DiRado (USA)                                                                      | 4.31,71       | Emily Overholt (CAN) | 4.32,52 0NR0  |
| 4×100 m frisim  | Australien Emily Seebohm Emma McKeon Bronte Campbell Cate Campbell (Madison Wilson) (Melanie Wright) (Bronte Barratt) | 3.31,48 0MR0  | Nederländerna Ranomi Kromowidjojo Maud van der Meer Marrit Steenbergen Femke Heemskerk | 3.33,67       | USA Missy Franklin Margo Geer Lia Neal Simone Manuel (Shannon Vreeland) (Abbey Weitzeil)                                              | 3.34,61       |
| 4×200 m frisim  | USA Missy Franklin Leah Smith Katie McLaughlin Katie Ledecky (Cierra Runge) (Chelsea Chenault) (Shannon Vreeland)     | 7.45,37       | Italien Alice Mizzau Erica Musso Chiara Masini Luccetti Federica Pellegrini            | 7.48,41       | Kina Qiu Yuhan Guo Junjun Zhang Yufei Shen Duo (Shao Yiwen) (Zhang Yuhan)                                                             | 7.49,10       |
| 4×100 m medley  | Kina Fu Yuanhui Shi Jinglin Lu Ying Shen Duo (Chen Xinyi) (Qiu Yuhan)                                                 | 3.54,41       | Sverige Michelle Coleman Jennie Johansson Sarah Sjöström Louise Hansson                | 3.55,24 0AR0  | Australien Emily Seebohm Taylor McKeown Emma McKeon Bronte Campbell (Madison Wilson) (Lorna Tonks) (Madeline Groves) (Melanie Wright) | 3.55,56       |

### Mix
| Disciplin      | Guld | Guld         | Silver | Silver  | Brons                                                                                                   | Brons   |
| Distans        | Tävlande | Tid          | Tävlande | Tid     | Tävlande                                                                                                | Tid     |
| 4×100 m frisim | USA Ryan Lochte Nathan Adrian Simone Manuel Missy Franklin (Conor Dwyer) (Margo Geer) (Abbey Weitzeil)            | 3.23,05 0VR0 | Nederländerna Sebastiaan Verschuren Joost Reijns Ranomi Kromowidjojo Femke Heemskerk (Kyle Stolk) (Marrit Steenbergen) | 3.23,05 | Kanada Santo Condorelli Yuri Kisil Sandrine Mainville Chantal van Landeghem (Karl Krug) (Victoria Poon) | 3.23,59 |
| 4×100 m medley | Storbritannien Chris Walker-Hebborn Adam Peaty Siobhan-Marie O'Connor Fran Halsall (Ross Murdoch) (Rachael Kelly) | 3.41,71 0VR0 | USA Ryan Murphy Kevin Cordes Katie McLaughlin Margo Geer (Kendyl Stewart) (Lia Neal)                                   | 3.43,27 | Tyskland Jan-Philip Glania Hendrik Feldwehr Alexandra Wenk Annika Bruhn                                 | 3.44,13 |